# Specie di Eragrostis
Elenco delle specie di Eragrostis 

## A
- Eragrostis abortiva (R.Br.) Steud.
- Eragrostis acamptoclada Cope
- Eragrostis acraea De Winter
- Eragrostis acutiflora (Kunth) Nees
- Eragrostis acutiglumis Parodi
- Eragrostis aegyptiaca (Willd.) Delile
- Eragrostis aethiopica Chiov.
- Eragrostis agrostoides (Benth.) R.L.Barrett & P.M.Peterson
- Eragrostis airoides Nees
- Eragrostis albensis H.Scholz
- Eragrostis alopecuroides Balansa
- Eragrostis alta Keng
- Eragrostis alveiformis Lazarides
- Eragrostis amanda Clayton
- Eragrostis ambleia Clayton
- Eragrostis ambohibengensis A.Camus
- Eragrostis ambositrensis A.Camus
- Eragrostis ambrensis A.Camus
- Eragrostis amurensis Prob.
- Eragrostis anacrantha Cope
- Eragrostis anacranthoides Cope
- Eragrostis andicola R.E.Fr.
- Eragrostis annulata Rendle ex Scott Elliot
- Eragrostis anomala (C.E.Hubb.) R.L.Barrett & P.M.Peterson
- Eragrostis apiculata Döll
- Eragrostis appressa (S.T.Blake) R.L.Barrett & P.M.Peterson
- Eragrostis aquatica Honda
- Eragrostis arenicola C.E.Hubb.
- Eragrostis aristata De Winter
- Eragrostis aristiglumis Kabuye
- Eragrostis articulata (Schrank) Nees
- Eragrostis aspera (Jacq.) Nees
- Eragrostis astrepta S.M.Phillips
- Eragrostis astreptoclada Cope
- Eragrostis atropioides Hillebr.
- Eragrostis atrovirens (Desf.) Trin. ex Steud.
- Eragrostis attenuata Hitchc.
- Eragrostis aurorae Launert
- Eragrostis autumnalis Keng

## B
- Eragrostis bahamensis Hitchc.
- Eragrostis bahiensis Schult.
- Eragrostis baileyi (C.E.Hubb.) R.L.Barrett & P.M.Peterson
- Eragrostis balgooyi Veldkamp
- Eragrostis barbinodis Hack.
- Eragrostis barbulata Stapf
- Eragrostis barrelieri Daveau
- Eragrostis barteri C.E.Hubb.
- Eragrostis basedowii Jedwabn.
- Eragrostis bemarivensis A.Camus
- Eragrostis bergiana (Kunth) Trin.
- Eragrostis berteroniana (Schult.) Steud.
- Eragrostis betsileensis A.Camus
- Eragrostis bicolor Nees
- Eragrostis biflora Hack.
- Eragrostis blakei (C.E.Hubb.) R.L.Barrett & P.M.Peterson
- Eragrostis blepharostachya K.Schum.
- Eragrostis boinensis A.Camus
- Eragrostis boivinii Steud.
- Eragrostis boriana Launert
- Eragrostis botryodes Clayton
- Eragrostis brainii (Stent) Launert
- Eragrostis braunii Schweinf.
- Eragrostis brizantha Nees
- Eragrostis brownii (Kunth) Nees
- Eragrostis burmanica Bor

## C
- Eragrostis caesia Stapf
- Eragrostis caespitosa Chiov.
- Eragrostis camerunensis Clayton
- Eragrostis canescens C.E.Hubb.
- Eragrostis caniflora Rendle
- Eragrostis capensis (Thunb.) Trin.
- Eragrostis capillaris (L.) Nees
- Eragrostis capitula Lazarides
- Eragrostis capitulifera Chiov.
- Eragrostis capuronii A.Camus
- Eragrostis carolinensis Jedwabn.
- Eragrostis cassa Lazarides
- Eragrostis castellaneana Buscal. & Muschl.
- Eragrostis cataclasta Nicora
- Eragrostis cenolepis Clayton
- Eragrostis chabouisii Bosser
- Eragrostis chalarothyrsos C.E.Hubb.
- Eragrostis chapelieri (Kunth) Nees
- Eragrostis chiquitaniensis Killeen
- Eragrostis cilianensis (All.) Vignolo ex Janch.
- Eragrostis ciliaris (L.) R.Br.
- Eragrostis ciliata (Roxb.) Nees
- Eragrostis cimicina Launert
- Eragrostis coarctata Stapf
- Eragrostis collina Trin.
- Eragrostis collinensis Vivek, G.V.S.Murthy & V.J.Nair
- Eragrostis comptonii De Winter
- Eragrostis concinna (R.Br.) Steud.
- Eragrostis condensata (J.Presl) Steud.
- Eragrostis conertii Lobin
- Eragrostis confertiflora J.M.Black
- Eragrostis confusa (C.E.Hubb.) R.L.Barrett & P.M.Peterson
- Eragrostis congesta Oliv.
- Eragrostis contrerasii R.W.Pohl
- Eragrostis crassinervis Hack.
- Eragrostis crateriformis Lazarides
- Eragrostis cubensis Hitchc.
- Eragrostis cumingii Steud.
- Eragrostis curtipedicellata Buckley
- Eragrostis curvula (Schrad.) Nees
- Eragrostis cylindrica (Roxb.) Arn.
- Eragrostis cylindriflora Hochst.

## D
- Eragrostis danesii (Domin) R.L.Barrett & P.M.Peterson
- Eragrostis deccanensis Bor
- Eragrostis decumbens Renvoize
- Eragrostis deflexa Hitchc.
- Eragrostis dentifera Launert
- Eragrostis desertorum Domin
- Eragrostis desolata Launert
- Eragrostis dielsii Pilg.
- Eragrostis dinteri Stapf
- Eragrostis divaricata Cope
- Eragrostis divergens R.L.Barrett & P.M.Peterson
- Eragrostis duricaulis B.S.Sun & S.Wang
- Eragrostis dyskritos Lasut

## E
- Eragrostis ecarinata Lazarides
- Eragrostis echinochloidea Stapf
- Eragrostis egregia Clayton
- Eragrostis elatior Stapf
- Eragrostis elegantissima Chiov.
- Eragrostis elliottii (Elliott) S.Watson
- Eragrostis elongata (Willd.) J.Jacq.
- Eragrostis episcopulus Lambdon, Darlow, Clubbe & Cope
- Eragrostis eriopoda Benth.
- Eragrostis erosa Scribn. ex Beal
- Eragrostis exasperata Peter
- Eragrostis exelliana Launert
- Eragrostis exigua Lazarides

## F
- Eragrostis falcata (Gaudich.) Steud.
- Eragrostis fallax Lazarides
- Eragrostis fastigiata Cope
- Eragrostis fauriei Ohwi
- Eragrostis fenshamii B.K.Simon
- Eragrostis ferruginea (Thunb.) P.Beauv.
- Eragrostis filicaulis Lazarides
- Eragrostis fimbrillata Cope
- Eragrostis flavicans Rendle
- Eragrostis fosbergii Whitney
- Eragrostis frankii Steud.
- Eragrostis friesii Pilg.

## G
- Eragrostis gangetica (Roxb.) Steud.
- Eragrostis georgii A.Chev.
- Eragrostis glandulosipedata De Winter
- Eragrostis glischra Launert
- Eragrostis gloeodes Ekman
- Eragrostis gloeophylla S.M.Phillips
- Eragrostis glutinosa (Sw.) Trin.
- Eragrostis grandis Hillebr.
- Eragrostis guatemalensis Withersp.
- Eragrostis guianensis Hitchc.
- Eragrostis gulliveri (F.Muell.) R.L.Barrett & P.M.Peterson
- Eragrostis gummiflua Nees

## H
- Eragrostis habrantha Rendle
- Eragrostis hainanensis L.C.Chia
- Eragrostis henryi Vivek, G.V.S.Murthy & V.J.Nair
- Eragrostis heteromera Stapf
- Eragrostis hierniana Rendle
- Eragrostis hildebrandtii Jedwabn.
- Eragrostis hirsuta (Michx.) Nees
- Eragrostis hirta E.Fourn.
- Eragrostis hirticaulis Lazarides
- Eragrostis hispida K.Schum.
- Eragrostis homblei De Wild.
- Eragrostis homomalla Nees
- Eragrostis hondurensis R.W.Pohl
- Eragrostis hugoniana Rendle
- Eragrostis humbertii A.Camus
- Eragrostis humidicola Napper
- Eragrostis hypnoides (Lam.) Britton, Sterns & Poggenb.

## I
- Eragrostis imberbis (Franch.) Prob.
- Eragrostis inamoena K.Schum.
- Eragrostis incrassata Cope
- Eragrostis infecunda J.M.Black
- Eragrostis intermedia Hitchc.
- Eragrostis interrupta P.Beauv.
- Eragrostis invalida Pilg.

## J
- Eragrostis jacobsiana B.K.Simon
- Eragrostis jainii Vivek, G.V.S.Murthy & V.J.Nair
- Eragrostis japonica (Thunb.) Trin.
- Eragrostis jerichoensis B.K.Simon

## K
- Eragrostis kennedyae F.Turner
- Eragrostis kingesii De Winter
- Eragrostis kohorica Quézel
- Eragrostis kuchariana S.M.Phillips
- Eragrostis kuschelii Skottsb.

## L
- Eragrostis lacunaria F.Muell.
- Eragrostis laevissima Hack.
- Eragrostis lanicaulis Lazarides
- Eragrostis laniflora Benth.
- Eragrostis lanipes C.E.Hubb.
- Eragrostis lappula Nees
- Eragrostis lasioclada Merr.
- Eragrostis lateritica Bosser
- Eragrostis latifolia Cope
- Eragrostis leersiiformis Launert
- Eragrostis lehmanniana Nees
- Eragrostis lepida (A.Rich.) Hochst. ex Steud.
- Eragrostis lepidobasis Cope
- Eragrostis leporina (R.Br.) R.L.Barrett & P.M.Peterson
- Eragrostis leptocarpa Benth.
- Eragrostis leptophylla Hitchc.
- Eragrostis leptostachya (R.Br.) Steud.
- Eragrostis leptotricha Cope
- Eragrostis leucosticta Nees ex Döll
- Eragrostis lichiangensis Jedwabn.
- Eragrostis lilliputiana R.L.Barrett & P.M.Peterson
- Eragrostis lingulata Clayton
- Eragrostis longifolia (A.Rich.) Hochst. ex Steud.
- Eragrostis longipedicellata B.K.Simon
- Eragrostis longiramea Swallen
- Eragrostis lugens Nees
- Eragrostis lurida J.Presl
- Eragrostis lutensis Cope
- Eragrostis lutescens Scribn.

## M
- Eragrostis macilenta (A.Rich.) Steud.
- Eragrostis macrochlamys Pilg.
- Eragrostis macrothyrsa Hack.
- Eragrostis maderaspatana Bor
- Eragrostis magna Hitchc.
- Eragrostis mahrana Schweinf.
- Eragrostis majungensis A.Camus
- Eragrostis mandrarensis A.Camus
- Eragrostis mariae Launert
- Eragrostis mauiensis Hitchc.
- Eragrostis maypurensis (Kunth) Steud.
- Eragrostis membranacea Hack.
- Eragrostis mexicana (Hornem.) Link
- Eragrostis micrantha Hack.
- Eragrostis microcarpa Vickery
- Eragrostis microsperma Rendle
- Eragrostis mildbraedii Pilg.
- Eragrostis milnei Launert ex Cope
- Eragrostis minor Host
- Eragrostis moggii De Winter
- Eragrostis mokensis Pilg.
- Eragrostis mollior Pilg.
- Eragrostis montana Balansa
- Eragrostis monticola (Gaudich.) Hillebr.
- Eragrostis muerensis Pilg.
- Eragrostis multicaulis Steud.
- Eragrostis multiflora Trin.

## N
- Eragrostis nairii Kalidass
- Eragrostis neesii Trin.
- Eragrostis nervilemma (B.K.Simon) R.L.Barrett & P.M.Peterson
- Eragrostis nightingaleae R.L.Barrett & P.M.Peterson
- Eragrostis nigra Nees ex Steud.
- Eragrostis nigricans (Kunth) Steud.
- Eragrostis nilgiriensis Vivek, G.V.S.Murthy & V.J.Nair
- Eragrostis nindensis Ficalho & Hiern
- Eragrostis nutans (Retz.) Nees ex Steud.

## O
- Eragrostis obtusa Munro ex Ficalho & Hiern
- Eragrostis olida Lazarides
- Eragrostis oligostachya Cope
- Eragrostis olivacea K.Schum.
- Eragrostis omahekensis De Winter
- Eragrostis oreophila L.H.Harv.
- Eragrostis orthoclada Hack.
- Eragrostis ovata (Night.) R.L.Barrett & P.M.Peterson

## P
- Eragrostis pallens Hack.
- Eragrostis palmeri S.Watson
- Eragrostis palustris Zon
- Eragrostis paniciformis (A.Braun) Steud.
- Eragrostis papposa (Roem. & Schult.) Steud.
- Eragrostis paradoxa Launert
- Eragrostis parviflora (R.Br.) Trin.
- Eragrostis pascua S.M.Phillips
- Eragrostis pastoensis (Kunth) Trin.
- Eragrostis patens Oliv.
- Eragrostis patentipilosa Hack.
- Eragrostis patentissima Hack.
- Eragrostis patula (Kunth) Steud.
- Eragrostis paupera Jedwabn.
- Eragrostis pectinacea (Michx.) Nees
- Eragrostis perbella K.Schum.
- Eragrostis perennans Keng
- Eragrostis perennis Döll
- Eragrostis pergracilis S.T.Blake
- Eragrostis perplexa L.H.Harv.
- Eragrostis perrieri A.Camus
- Eragrostis peruviana (Jacq.) Trin.
- Eragrostis petraea Lazarides
- Eragrostis petrensis Renvoize & Longhi-Wagner
- Eragrostis phyllacantha Cope
- Eragrostis pilgeri Fedde
- Eragrostis pilgeriana Dinter ex Pilg.
- Eragrostis pilosa (L.) P.Beauv.
- Eragrostis pilosissima Link
- Eragrostis pilosiuscula Ohwi
- Eragrostis plana Nees
- Eragrostis planiculmis Nees
- Eragrostis plumbea Scribn. ex Beal
- Eragrostis plurigluma C.E.Hubb.
- Eragrostis plurinodis Swallen
- Eragrostis pobeguinii C.E.Hubb.
- Eragrostis poculiformis Cope
- Eragrostis polytricha Nees
- Eragrostis porosa Nees
- Eragrostis potamophila Lazarides
- Eragrostis pringlei Mattei
- Eragrostis procumbens Nees
- Eragrostis prolifera (Sw.) Steud.
- Eragrostis propinqua Steud.
- Eragrostis psammophila S.M.Phillips
- Eragrostis × pseudobtusa De Winter
- Eragrostis pseudopoa C.E.Hubb.
- Eragrostis pubescens (R.Br.) Steud.
- Eragrostis punctiglandulosa Cope
- Eragrostis purpurascens (Spreng.) Schult.
- Eragrostis pusilla Hack.
- Eragrostis pycnantha (Phil.) Parodi ex Nicora
- Eragrostis pycnostachys Clayton
- Eragrostis pygmaea De Winter

## R
- Eragrostis racemosa (Thunb.) Steud.
- Eragrostis raynaliana Lebrun
- Eragrostis refracta (Muhl.) Scribn.
- Eragrostis rejuvenescens Rendle
- Eragrostis remotiflora De Winter
- Eragrostis reptans (Michx.) Nees
- Eragrostis retinens Hack. & Arechav.
- Eragrostis rigidiuscula Domin
- Eragrostis riobrancensis Judz. & P.M.Peterson
- Eragrostis riparia (Willd.) Nees
- Eragrostis rivalis H.Scholz
- Eragrostis rogersii C.E.Hubb.
- Eragrostis rojasii Hack.
- Eragrostis rotifer Rendle
- Eragrostis rottleri Stapf
- Eragrostis rufescens Schult.
- Eragrostis rufinerva L.C.Chia

## S
- Eragrostis sabinae Launert
- Eragrostis sabulicola Pilg. ex Jedwabn.
- Eragrostis sabulosa (Steud.) Schweick.
- Eragrostis sambiranensis A.Camus
- Eragrostis saresberiensis Launert
- Eragrostis sarmentosa (Thunb.) Trin.
- Eragrostis saxatilis Hemsl.
- Eragrostis scabrida (C.E.Hubb.) R.L.Barrett & P.M.Peterson
- Eragrostis scabriflora Swallen
- Eragrostis scaligera Steud.
- Eragrostis schultzii Benth.
- Eragrostis schweinfurthii Chiov.
- Eragrostis sclerantha Nees
- Eragrostis sclerophylla Trin.
- Eragrostis scopelophila Pilg.
- Eragrostis scotelliana Rendle
- Eragrostis secundiflora J.Presl
- Eragrostis seminuda Trin.
- Eragrostis sennii Chiov.
- Eragrostis sericata Cope
- Eragrostis sessilispica Buckley
- Eragrostis setifolia Nees
- Eragrostis setulifera Pilg.
- Eragrostis silveana Swallen
- Eragrostis simpliciflora (J.Presl) Steud.
- Eragrostis singuaensis Pilg.
- Eragrostis solida Nees
- Eragrostis soratensis Jedwabn.
- Eragrostis sororia Domin
- Eragrostis speciosa (Roem. & Schult.) Steud.
- Eragrostis spectabilis (Pursh) Steud.
- Eragrostis spicata Vasey
- Eragrostis spicigera Cope
- Eragrostis squamata (Lam.) Steud.
- Eragrostis stagnalis Lazarides
- Eragrostis stapfii De Winter
- Eragrostis stenostachya (R.Br.) Steud.
- Eragrostis stenothyrsa Pilg.
- Eragrostis sterilis Domin
- Eragrostis stolonifera A.Camus
- Eragrostis subaequiglumis Renvoize
- Eragrostis subglandulosa Cope
- Eragrostis subsecunda (Lam.) E.Fourn.
- Eragrostis subtilis Lazarides
- Eragrostis superba Peyr.
- Eragrostis surreyana K.A.Sheph. & Trudgen
- Eragrostis swallenii Hitchc.
- Eragrostis sylviae Cope

## T
- Eragrostis tef (Zuccagni) Trotter
- Eragrostis tenella (L.) P.Beauv. ex Roem. & Schult.
- Eragrostis tenellula (Kunth) Steud.
- Eragrostis tenuifolia (A.Rich.) Hochst. ex Steud.
- Eragrostis tephrosanthos Schult.
- Eragrostis terecaulis Renvoize
- Eragrostis theinlwinii Bor
- Eragrostis thollonii Franch.
- Eragrostis trachyantha Cope
- Eragrostis trachycarpa (Benth.) Domin
- Eragrostis tracyi Hitchc.
- Eragrostis triangularis Henrard
- Eragrostis trichocolea Arechav.
- Eragrostis trichodes (Nutt.) Alph.Wood
- Eragrostis tridentata Cope
- Eragrostis trimucronata Napper
- Eragrostis triquetra Lazarides
- Eragrostis truncata Hack.
- Eragrostis turgida (Schumach.) De Wild.

## U
- Eragrostis udawnensis Ohwi
- Eragrostis unioloides (Retz.) Nees ex Steud.
- Eragrostis urbaniana Hitchc.
- Eragrostis usambarensis Napper
- Eragrostis uvida Lazarides
- Eragrostis uzondoiensis Sánchez-Ken

## V
- Eragrostis vacillans Rendle
- Eragrostis vallsiana Boechat & Longhi-Wagner
- Eragrostis variabilis (Gaudich.) Steud.
- Eragrostis variegata Welw. ex Rendle
- Eragrostis vatovae (Chiov.) S.M.Phillips
- Eragrostis venustula Cope
- Eragrostis vernix Boechat & Longhi-Wagner
- Eragrostis viguieri A.Camus
- Eragrostis virescens J.Presl
- Eragrostis viscosa (Retz.) Trin.
- Eragrostis volkensii Pilg.
- Eragrostis vulcanica Jedwabn.

## W
- Eragrostis warburgii Hack.
- Eragrostis weberbaueri Pilg.
- Eragrostis welwitschii Rendle
- Eragrostis wiseana (C.A.Gardner & C.E.Hubb.) R.L.Barrett & P.M.Peterson

## X
- Eragrostis xerophila Domin

## Z
- Eragrostis zeylanica Nees & Meyen